# Liste des maires de Parmain
Liste des maires de Parmain

## Liste des maires
| Période                                  | Période                       | Identité                                                       | Étiquette         | Qualité |
| ---------------------------------------- | ----------------------------- | -------------------------------------------------------------- | ----------------- | --- |
| Les données manquantes sont à compléter. |                               |                                                                |                   | |
| 1830                                     | 1847                          | Boullier                                                       |                   | |
| 1847                                     | 1853                          | François Vaganay                                               |                   | |
| 1853                                     | 1871                          | Achille Louis Hernu                                            |                   | |
| 1871                                     | 1872                          | Persida (nommé 1er conseiller par le Préfet à défaut de maire) |                   | |
| 1872                                     | 1876                          | Antoine Parain                                                 |                   | |
| 1876                                     | 1878                          | Alexandre Désiré Denise                                        |                   | |
| 1878                                     | 1896                          | Eugène Frédéric Gry                                            |                   | |
| 1896                                     | 1900                          | François Persida                                               |                   | |
| 1900                                     | 1904                          | Jules Massignon                                                |                   | |
| 1904                                     | 1908                          | François Persida                                               |                   | |
| 1908                                     | 1919                          | Louis Eugène Rousseau                                          |                   | |
| 1919                                     | 1929                          | François Persida                                               |                   | |
| 1925                                     | 1929                          | Louis Persida                                                  |                   | |
| 1929                                     | 1936                          | Alfonse Lachesnay                                              |                   | |
| 1936                                     | 1938                          | Charles Hilaire-Durand                                         |                   | |
| 1938                                     | 1945                          | Jacques Quellenec                                              |                   | |
| 1945                                     | 1953                          | Paul Ferry                                                     |                   | |
| 1953                                     | 1960                          | Jean-Louis Levy Besombes                                       |                   | |
| 1960                                     | 1966                          | Jean-Jacques Guillemot                                         |                   | |
| 1966                                     | 1977                          | Jean Vercammen                                                 | RI                | Conseiller général de L'Isle-Adam (1967 → 1973) |
| mars 1977                                | 1981                          | Georges Laplante                                               |                   | |
| 1981                                     | juin 1995                     | Roger Fillion                                                  |                   | |
| juin 1995                                | juillet 2019                  | Roland Guichard                                                | RPR puis UMP → LR | Chef d'entreprise Conseiller général de L'Isle-Adam (2002 → 2015) Président de la CC Vallée de l'Oise et des Trois Forêts (2014 → 2019) Décédé en fonction |
| septembre 2019                           | juillet 2020                  | Nicole Dodrelle                                                |                   | |
| juillet 2020                             | En cours (au 21 juillet 2020) | Loïc Taillanter                                                | SE                | Juriste, cadre dans une entreprise de télécommunications Vice-président de la CCVOTF (2020 → )                                                             |

## Compléments